# Poko
Poko es una serie de televisión infantil canadiense educativa de tipo Stop Motion del 2003 producida por DHX Media. 
Se estrenó el 29 de noviembre de 2004 en Discovery Kids Argentina, Salter Street Films, Eraser Dog Productions, Alliance Atlantis y Halifax Film Company.

## Descripción
La serie consiste en las aventuras de Poko, un niño de 6 años de edad con el poder de dibujar objetos solamente con su dedo, acompañado con sus mejores amigos: su travieso perro Minus, que puede borrar cosas con su nariz, su monito de juguete "El señor Murphy" y su amiga Bibi, que aparece en la segunda temporada.

## Secuencias cortas
En los episodios siempre hay una secuencia corta de Poko y Minus (algunas veces con el señor Murphy) en una zona de la casa o en su imaginación.

## Estructura del programa
- Apertura
- Poko despierta
- Episodio
- Secuencia corta
- Episodio final
- Secuencia corta
- Secuencia final